# Economía de Puerto Rico
La economía de Puerto Rico, estado no miembro de la Organización para la Cooperación y el Desarrollo Económico (OCDE), es de alto ingreso, según el Banco Mundial.
A pesar de su reducida superficie y limitada disponibilidad de recursos naturales que pueden ser explotados económicamente, la productividad de Puerto Rico es excepcionalmente elevada, poseyendo el PIB per cápita nominal más alto de América Latina, unos US$37 700.75 en el 2015, unos US$26 588 en 2011. Según el más reciente Informe de Competitividad Global (2019) del Foro Económico Mundial, Puerto Rico es la economía más competitiva de la esfera latinoamericana. El Estado Libre Asociado (ELA) cuenta con una moderna infraestructura, un amplio sector público y un marco institucional orientado por las regulaciones de las diferentes agencias federales de los Estados Unidos, muchas de las cuales poseen presencia activa y permanente en el archipiélago.
El sector financiero es un bloque económico de gran preponderancia para su economía, representando un 5.75 % del producto nacional bruto (PNB) en 2010. Este se halla plenamente integrado al sistema financiero estadounidense, rigiéndose bajo sus regulaciones, siendo parte constitutiva de la jurisdicción del Banco de la Reserva Federal de Nueva York, el responsable de implementar la política monetaria sancionada por los miembros del Consejo de la Reserva Federal en Washington D. C. en todo el territorio estadounidense.
Durante el año fiscal 2012, el Presupuesto Consolidado para el archipiélago, incluyendo las transferencias directas por programas de la Administración de la Seguridad Social (SSA por sus siglas en inglés) de los Estados Unidos y otros incentivos varios, representan 28.7 mil millones de dólares, aproximadamente un 30 % de su PIB. En el 2010, el saldo universal de las transferencias federales alcanzó los $21 710 millones, mientras que la Gobernación manejó fondos por $10 120 millones.
Puerto Rico tiene una recesión desde el año 2006, cuando el gobierno de los Estados Unidos ordenó que la Sección 936 del Código de Rentas Internas de los Estados Unidos fuera derogada mediante la ley federal 104-188 del 20 de agosto de 1996 (Small Business Job Protection Act of 1996), que como tal tuvo efecto en el año 2005, pero sus repercusiones se notaron más en el año 2006 en Puerto Rico. La crisis financiera se disparó aún más durante la administración del en aquel entonces gobernador Pedro Rosselló González en el período que constaba de (1993-2001) donde la deuda alcanzó los 10 000 millones de dólares. Durante la Administración de Sila María Calderón (2001-2005) la deuda tuvo un incremento que alcanzó los 10 120 millones de dólares. Luego en la Administración de Aníbal Acevedo Vilá (2005-2009) la deuda subió a 12 990 millones de dólares. Durante el término del exgobernador Aníbal Acevedo Vilá la deuda se duplicó y donde llegó a tener que hasta cerrar el gobierno por un ‘tranque’ de la oposición quien en aquel momento era la mayoría en la legislatura. Acevedo Vilá en un anuncio nacional (comunicado de prensa) anunció el cierre de su gobierno hasta nuevo aviso. “Señoras y Señores legisladores les llegó la hora cero”, señaló Aníbal Acevedo Vilá. Ya para la Administración de Luis Fortuño Burset (2009-2013) la deuda llegó a los 17 828 millones de dólares, la deuda ya se había cuadruplicado. Y durante el último registro que fue al exgobernador Alejandro García Padilla la deuda aumentó en 3697 millones de dólares. Para dicho exgobernador Alejandro García Padilla en el año 2015 había anunciado que la deuda del archipiélago borinqueño era “impagable” donde luego le pidió ayuda al Gobierno de los Estados Unidos durante la administración de Barack Obama. El Congreso de Estados Unidos aprobó la  Ley PROMESA la cual estableció una Junta de Supervisión Fiscal Federal. Hoy día la deuda de Puerto Rico alcanzó los 72 000 millones de dólares y según expertos aumentó más durante el paso de los devastadores huracanes Irma y María en el año 2017.

## Ingreso per cápita

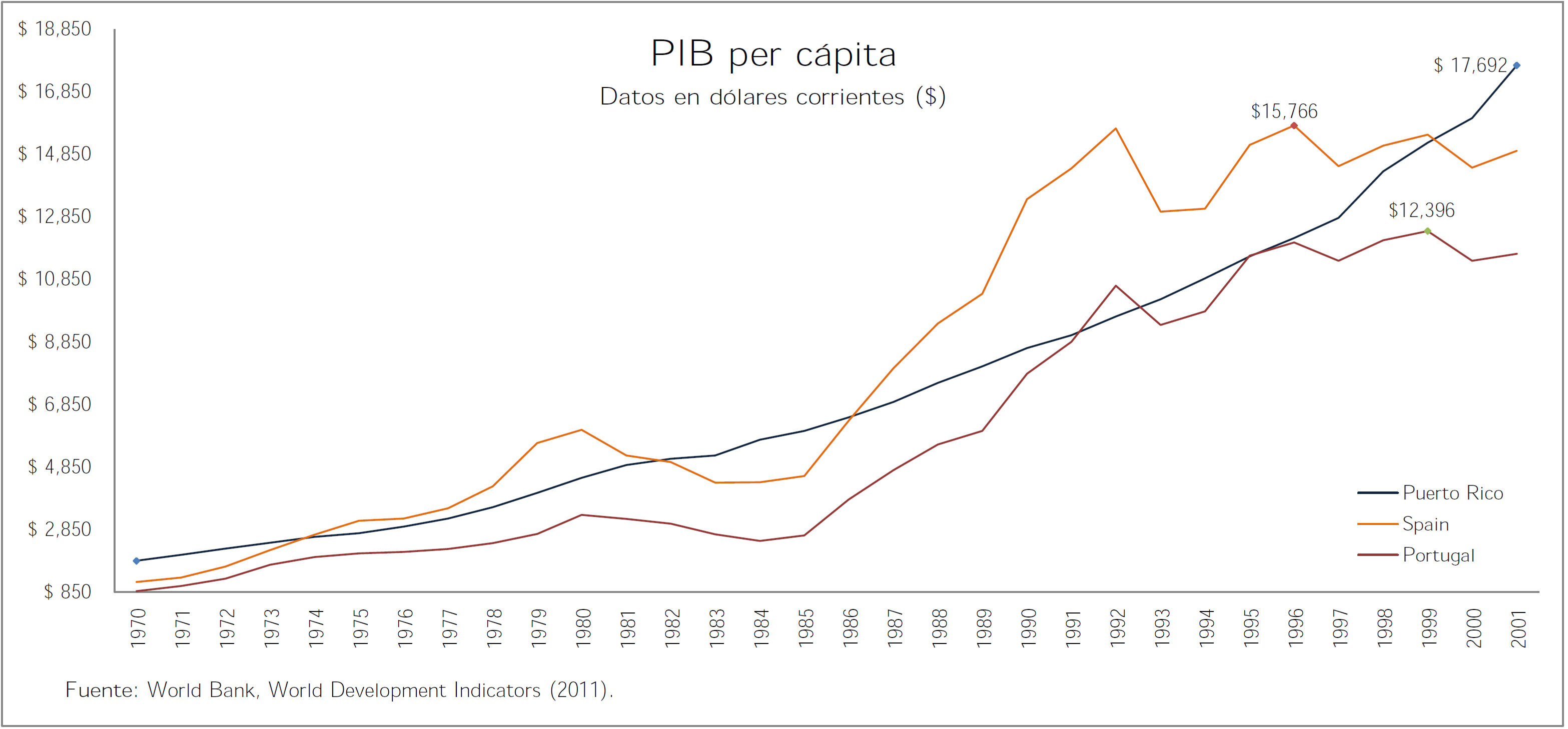
Comparación entre el PIB per cápita (nominal) de Puerto Rico y de los países ibéricos.

Puerto Rico es una economía de alto ingreso en América Latina junto con Argentina, Chile, Uruguay y Panamá que exhibe un ingreso per cápita competitivo ante España y Portugal, países patriarcas de la esfera iberoamericana. Ascendiendo a 26 588 dólares en el 2011, según las estadísticas de la Junta de Planificación del Gobierno local.
Según el Buró de Estadísticas Laborales del Departamento de Trabajo de los Estados Unidos, el salario anual promedio de los residentes de Puerto Rico es de 28 400 dólares, el más bajo entre los territorios estadounidenses, junto con Guam es el territorio con el segundo salario promedio más bajo con $31 840 y muy de cerca le siguen Misisipi, un estado de la unión, con $34 770 y Dakota del Sur, otro estado, con $35 390. 
Uno de los factores que permiten explicar esta diferencia en el ingreso es un nivel de salario mínimo legislado por el Estado Libre Asociado para muchas industrias que es hasta un 70 % inferior al mínimo federal de 7.25 dólares por hora.
Entre tanto, el ingreso familiar promedio para los puertorriqueños ascendió a 53 129 dólares en el 2010, esta cifra es un inferior al promedio estadounidense que ascendió para el mismo año a $78 361.
En la actualidad Puerto Rico tiene una deuda pública de $72 204 millones (equivalente al 103 % del PNB), un déficit gubernamental del $2500 millones (3,5 % del PNB), una participación laboral del 40 %, y una descapitalización progresiva de la banca comercial del 30 % (en comparación con los niveles de 2005), unos niveles de pobreza que arropan al 45 % de la población. En cuanto al mercado laboral se produjo una diáspora masiva, que entre los años 2010 al 2013 forzó la salida de más de 144 000 puertorriqueños.

## Ingreso doméstico e individual

### Salario mínimo
El salario mínimo de los puertorriqueños, según los datos aportados por distintas fuentes, es el más elevado de América Latina; al 2007 el salario mínimo que regía en el territorio era de 950.63 dólares mensuales para el horario de 37,5 horas semanales y 1014.00 dólares mensuales para la tanda de 40 horas a la semana. Estos niveles contrastaban de manera sustancial con los niveles regentes para el resto de los territorios latinoamericanos; Panamá, Argentina, Venezuela, Chile y Brasil exhibían respectivamente salarios mínimos mensuales de 450, 276, 271, 460 y 265 dólares mensuales. Al 2009, el salario mínimo en Puerto Rico ascendía a 1254.67 dólares mensuales y $15 056.04 anuales.

### Ingreso doméstico
Según la Encuesta sobre la Comunidad de Puerto Rico ("Puerto Rico Community Survey" por su nombre en inglés) elaborada por la Oficina del Censo de los Estados Unidos, el ingreso doméstico promedio por hogar en Puerto Rico ascendía en el 2010 a 18 862 dólares anuales. Sin embargo, para los hogares perceptores de ingreso por salarios, jubilaciones o discapacidad, el ingreso doméstico ascendía un 85.7 % hasta los 35 031 dólares. El promedio de los beneficios por Seguridad Social ascendían a 10 955 dólares anuales, los ingresos de los calificados para el derecho la ayuda del Ingreso Suplementario a la Seguridad Social para Puerto Rico ascendía a 6797 dólares, el promedio para los hogares que recibían asistencia pública ascendía a 2167 dólares anuales y los ingresos de perceptores de beneficios por fondos de jubilación o pensiones (excluyendo a los beneficios por Seguridad Social) ascendían a 12 820 dólares anuales.
Por tipo de beneficio o ingreso:
| Hogares (Total)                                                  | 1 319 448 |
| ---------------------------------------------------------------- | --------- |
| Media del Ingreso del Hogar (dólares)                            | $22 862   |
| Con Ingresos                                                     | 60,4 %    |
| Ingreso Promedio (dólares)                                       | $36 031   |
| Con Beneficios de Seguro Social                                  | 41,2 %    |
| Media del beneficio de Seguridad Social (dólares)                | $10 955   |
| Con Ingreso Suplementario de la Seguridad Social                 | 0,3 %     |
| Media del Ingreso Suplementario de la Seguridad Social (dólares) | $6.797    |
| Con ingresos de asistencia pública                               | 5,5 %     |
| Media de ingreso de asistencia pública (dólares)                 | $4.167    |
| Con ingresos de fondos de jubilación                             | 13,2 %    |
| Con ingresos de fondo de jubilación (dólares)                    | $14 820   |
| Con ingresos de PAN (estampillas)                                | 36,7 %    |

Fuente: Puerto Rico Community Survey (2010), American Community Survey. Oficina del Censo de los Estados Unidos.
Según el American Community Survey, un 36,7 % de los hogares recibía beneficios del PAN (Programa de Asistencia Nutricional). Los residentes de Puerto Rico han sido receptores de beneficios federales para Asistencia Nutricional desde noviembre de 1974 luego de que se aprobara en 1971 una iniciativa legislativa en el Congreso de los Estados Unidos para expandir los beneficios a las posesiones no incorporadas del país (Guam, Islas Marianas del Norte, Samoa Americana y Puerto Rico). Las apropiaciones para Puerto Rico del SPAN ("Supplemental Nutricional Assistance Program" o SNAP por su nombre y siglas en inglés) llegaron a representar el 8 % del presupuesto del programa para el agregado de todos los Estados de la Unión y las demás posesiones y antes del 1982 más del 50 % de la población puertorriqueña llegó a estar adscrito al mismo. Por tal razón se aprobó otra iniciativa legislativa para limitar el subsidio a una apropiación anual de 825 millones de dólares, congelada hasta el año fiscal 1986, que se ajustaría conforme evolucionara el Índice de Precios al Consumidor (IPC) local y que incluía tanto una proporción de los gastos operativos (la administración del programa fue traspasada al Departamento de la Familia del Gobierno de Puerto Rico) como los beneficios para la totalidad de candidatos viables o elegibles al programa. Las condiciones para la elegibilidad al momento del traspaso también se modificaron, siendo Puerto Rico el único territorio donde se excluyen individuos y hogares con ingresos por debajo del 130 % del umbral de nivel de pobreza federal.
En marzo del 2009, el beneficio promedio mensual para hogares puertorriqueños era de 240 dólares mensuales, en contraposición a los $263 que en promedio perciben los candidatos elegibles en otros territorios estadounidenses. La mayoría de titulares del programa en el territorio eran menores, envejecientes y discapacitados, quienes en promedio recibían respectivamente $362, $185 ($162 si sólo un envejeciente) y $221 dólares. El total de participantes estimado del NAP para esa fecha eran de 544 mil hogares, ofertándose beneficios a más de 1.3 millón de individuos. Existe una iniciativa legislativa, H.R. 4280, para reintroducir en Puerto Rico el programa SNAP acogiéndose sus definiciones amplias sobre elegibilidad de candidatos, la iniciativa procuraría elevar las apropiaciones en más de 450 millones de dólares anuales (sin límite). Aun cuando los beneficios por unidad de hogar no se verían afectados de manera drástica, la elevación del tope de elegibilidad hasta el 130 % del nivel de pobreza federal elevaría los candidatos viables en más de 200 mil y los costos en al menos un 26 %, según un estudio de factibilidad realizado por el Departamento de Agricultura. De aprobarse la iniciativa legislativa, potencialmente un 43 % de la población podría estar cubierta por el programa.

## Balanza comercial
El modelo económico impulsado por las autoridades tanto federales como locales y mediante las conocidas iniciativas de fomento industrial y comercial bajo cláusulas de exenciones contributivas del Servicio de Rentas Internas (IRS por sus siglas en inglés) han convertido al archipiélago caribeño en una potencia regional exportadora. Según el World Factbook de la CIA, las exportaciones e importaciones estimadas para Puerto Rico en 2011 ascendieron respectivamente a 75.74 y 46.61 mil millones de dólares. Esto supone un balance comercial positivo de 29.1 mil millones de dólares y un beneficio del comercio de aproximadamente 7859 dólares per cápita.

### Industria
La fuerza motriz de la economía exportadora de Puerto Rico es la industria farmacéutica.[cita requerida] El territorio caribeño goza de la representación de muchas de las mayores corporaciones farmacéuticas del mundo y entre las cuales se encuentran Eli Lilly, Merck, Pfizer, Johnson & Johnson, Novartis, GlaxoSmithKline, Bristol Myers Squibb, Abbott Laboratories y AstraZeneca. Durante el trienio 2003-2006, Puerto Rico percibió inversiones por $14,068 millones de dólares, el segundo lugar en las Américas después de Estados Unidos (desplazando a Canadá) y comparable a las inversiones recibidas por Francia, España y Alemania (en torno a los $14 mil millones), el 97 % de las inversiones se destinaron a la manufactura y el 3 % restante se invirtió en Investigación y Desarrollo (I+D).[cita requerida] No obstante, en el siguiente trienio 2006-2009, y dentro el periodo de la Gran Recesión (2006-2011), las inversiones cayeron un 68 % y hasta el monto 3.6 mil millones de dólares (por encima de la media mundial) y en el continente fue superado por las industrias de Canadá, México y Brasil. Una de las principales razones tras esa caída fue la culminación de los beneficios de la Sección 936/30A del Código de Rentas Internas de los Estados Unidos para las subsidiarias de corporaciones estadounidenses radicadas en Puerto Rico.
Actualmente se promueve en el Congreso de los Estados Unidos la iniciativa legislativa H.R. 3020 o el "Puerto Rico Investment Promotion Act" que procura reintroducir en el Código de Rentas Internas una sección especial para corporaciones radicadas en Puerto Rico, las cuales contribuirían en un régimen similar al existente durante la vigencia de la Sección 936/30A si al menos el 50 % de las fuentes de sus ingresos brutos se originan en sus filiales o subsidiarias puertorriqueñas.

### Sección 936 y el Puerto Rico Investment Promotion Act de 2011
En el 2005 perimió la vigencia extendida de la Sección 936 del Código de Rentas Internas de los Estados Unidos, de manera que los cuantiosos beneficios contributivos para corporaciones y subsidiarias de empresas de capital mayoritario estadounidense establecidas en Puerto Rico (fundamentalmente corporaciones petroquímicas y farmacéuticas) culminaron, lo cual se convirtió en un factor determinante para la ocurrencia la recesión económica en el territorio durante los años 2006-2012 y que se exacerba con el estallido de la burbuja inmobiliaria, la crisis financiera y la consecuente desaceleración económica en los Estados Unidos.
No obstante, en el 2011 el Gobierno del Estado Libre Asociado a través del Comisionado Residente Pedro J. Pierluisi presentó una iniciativa legislativa en el Congreso estadounidense para la inserción de la Sección 933A en el Código de Rentas Internas que permitiría a ciertas empresas un régimen contributivo similar al usufrutado durante la vigencia de la Sección 936 y que, según varios analistas, permitiría a las mismas compensar la pérdida de patentes de fármacos elaborados en plantas puertorriqueñas.

### Intercambio comercial de Puerto Rico: 1980-2020
| Año  | Importaciones (millones) | Desde EE. UU. | Foráneas | Exportaciones (en millones) | Hacia EE. UU. | Foráneas | Balance comercial (millones) | Balance comercial (capital) |
| ---- | ------------------------ | ------------- | -------- | --------------------------- | ------------- | -------- | ---------------------------- | --------------------------- |
| 1980 | $9,018                   | $5,345        | $3,673   | $6,576                      | $5,643        | $933     | -$2,442                      | -$761                       |
| 1990 | $16,200                  | $10,792       | $5,408   | $20,402                     | $17,915       | $2,487   | $4,202                       | $1,188                      |
| 1995 | $18,969                  | $12,213       | $6,756   | $23,573                     | $20,986       | $2,587   | $4,604                       | $1,234                      |
| 1998 | $27,006                  | $15,172       | $11,834  | $43,191                     | $38,335       | $4,856   | $16,185                      | $4,247                      |
| 2000 | $37,335                  | $18,124       | $19,211  | $54,997                     | $45,311       | $9,686   | $17,662                      | $4,615                      |
| 2002 | $40,499                  | $20,994       | $19,505  | $56,836                     | $47,121       | $9,715   | $16,337                      | $4,275                      |
| 2004 | $42,380                  | $21,982       | $20,398  | $59,219                     | $47,452       | $11,767  | $16,839                      | $4,425                      |
| 2006 | $44,107                  | $22,402       | $21,705  | $62,401                     | $47,507       | $14,894  | $18,294                      | $4,836                      |
| 2008 | $41,409                  | $19,777       | $21,632  | $63,658                     | $46,439       | $17,219  | $22,249                      | $5,916                      |
| 2010 | $38,922                  | $20,038       | $18,884  | $59,594                     | $40,779       | $18,815  | $20,672                      | $5,527                      |
| 2020 | $39,999                  | $20,641       | $19,358  | $68,337                     | $47,630       | $20,707  | $28,338                      | $7,606                      |

Fuente: Buró del censo de los Estados Unidos. United States Census Bureau.

## Banca comercial
En la actualidad un nacional originario de Puerto Rico, el presidente ejecutivo de Popular, Inc., Richard L. Carrión, es miembro Clase A de la Junta de Directores del Banco de la Reserva Federal de Nueva York. En el tercer trimestre (Q3) del 2011, los activos de la Banca Comercial de Puerto Rico ascendían a US$72 883.2 millones, con depósitos que alcanzaban los US$50 074 millones. Desde los inicios del año fiscal 2008, y como efecto de la crisis financiera en los Estados Unidos, Puerto Rico ha perdido más de $14 mil millones de dólares en depósitos.
Al cierre del año fiscal 2006, 2006 Q4, los activos de la banca ascendían a 101 478.9 millones de dólares, y según la FDIC, para el último trimestre calendario del 2011 los activos habían descendido hasta los $73 501 millones, aunque datos preliminares del Banco Gubernamental de Fomento informan sobre un balance de $70 788.7 millones al segundo cuatrimestre del año fiscal 2012, lo cual sitúa en $30 690.2 millones las pérdidas totales del sistema, cerca de un 30 % del pico previo a la crisis y un 32 % del PIB del año fiscal 2010.

### Crisis bancaria e intervención de la FDIC

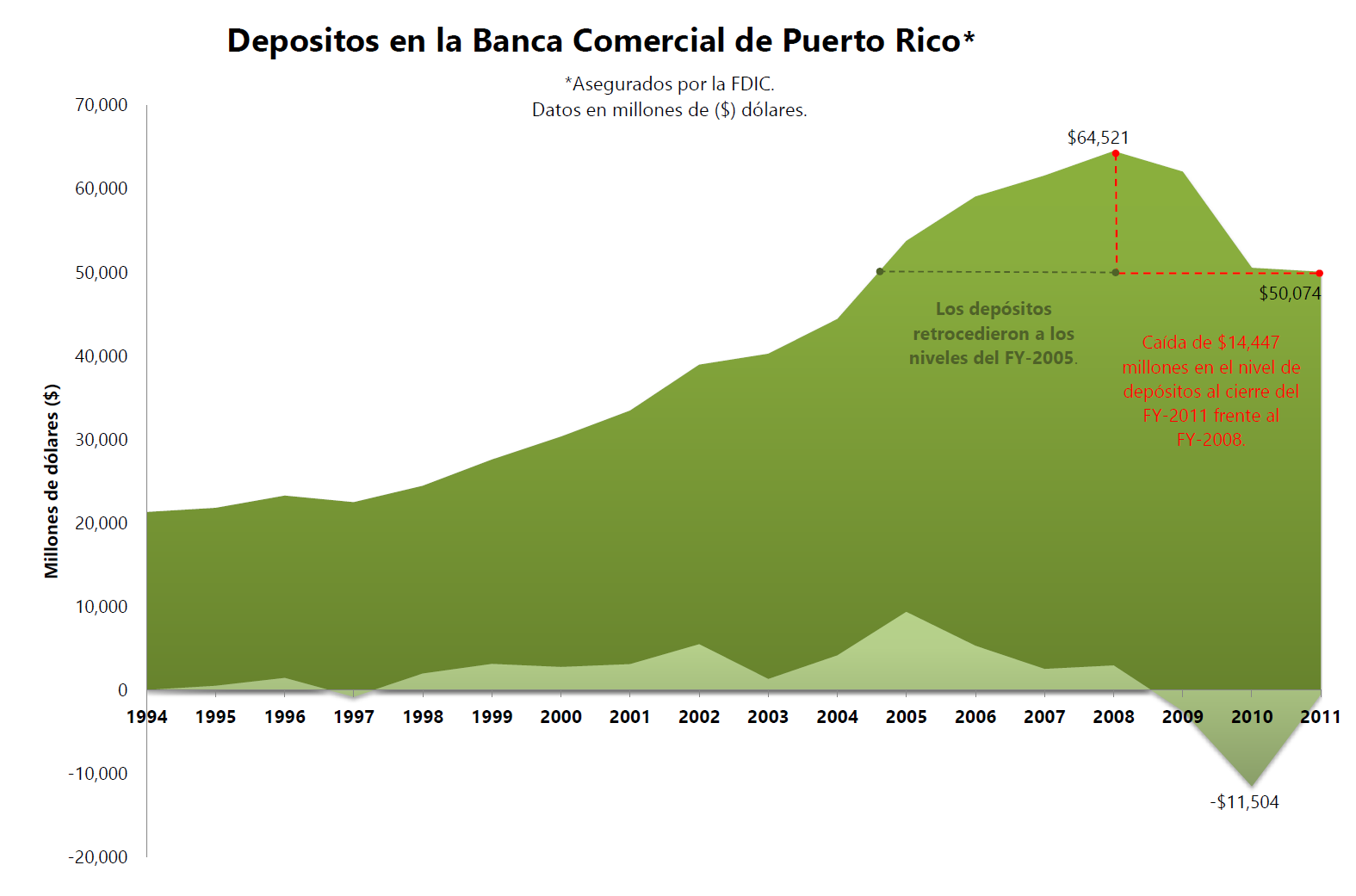
Desde el Año Fiscal 2008 en la banca comercial de Puerto Rico se han desvanecido más de $14 mil millones en depósitos y $30 mil millones en activos bancarios. La peor crisis del sector en su historia.

La banca comercial en Puerto Rico se vio severamente afectada por la crisis financiera que es sobrellevada por los mercados mundiales desde el año 2007 y la recesión económica que padece la economía doméstica desde los inicios de 2006. En 2010, la Corporación Federal de Seguro de Depósitos ("FDIC" por sus siglas en inglés) de los Estados Unidos intervino de carácter inmediato, y conforme a las regulaciones federales, tres instituciones bancarias estatales: EuroBank con sede en San Juan y cuyos activos fueron adquiridos y traspasados al Oriental Bank and Trust, el R-Q Premier Bank of Puerto Rico con sede en Hato Rey y cuyos activos fueron adquiridos y transferidos al Scotiabank de Puerto Rico y el Westernbank Puerto Rico con sede en Mayagüez y cuyos activos fueron liquidados y transferidos al Banco Popular de Puerto Rico.
El costo de las intervenciones y rescate significó para esta corporación gubernamental unos 5.3 mil millones de dólares. Según la declaración oficial de la FDIC, el costo de la operación fue menor al estimado originalmente. No obstante, la naturaleza de las adquisiciones, particularmente la fusión entre el Banco Popular y Westernbank, supuso la toma de medidas extraordinarias y opuestas a preceptos básicos de la Ley del Seguro Federal a los Depósitos ("Federal Depository Insurance Act", también conocida como "Bank Merger Act" de 1933) por cuestionamientos sobre competitividad y monopolio. La ley, en su sección 18, letra (c) afirma que: 

La agencia responsable no debe aprobar: A) cualquier propuesta de fusión que fuese a resultar en un monopolio, o que se hallase en promoción de cualquier connivencia o conspiración de monopolizar o intentar monopolizar el negocio de la banca en cualquier parte de los Estados Unidos, o B) cualquier propuesta de transacción de fusión cuyo efecto en cualquier sector del país pueda incidir sustancialmente en disminuir la competencia, o tienda a crear un monopolio, o que en cualquier manera actúe en refreno del comercio, salvo que se encuentre que los efectos anticompetitivos de la transacción propuesta claramente tengan mayor peso en el interés público por el probable efecto de la transacción en hallar la conveniencia e imperiosidades de la comunidad a ser servida.

Por tal razón, y en virtud de otras disposiciones de esta ley, fue que se requirió a la Junta de Gobernadores de la Reserva Federal el acogimiento de los términos del proyecto de compra, ponderando en su análisis efectos coyunturales presentes y futuros, contingencias y riesgos y la medida en que la adquisición supere en conveniencia la disminución competitiva dentro del mercado bancario sobre los beneficios de la comunidad y mercado puertorriqueños.
El balance de la crisis bancaria, observando la variación de depósitos frente al año fiscal previo, fue una disminución de 11 504 millones de dólares en depósitos, un 18,6 % del total de depósitos al cierre del año fiscal 2009. La pérdida universal de depósitos se eleva a 14 447 dólares.
| Institución Bancaria                        | No. de Oficinas | Depósitos en miles de dólares ($) | Participación (Mercado) |
| ------------------------------------------- | --------------- | --------------------------------- | ----------------------- |
| Banco Popular de Puerto Rico                | 187             | 20 488 575                        | 40,92 %                 |
| Firstbank of Puerto Rico                    | 47              | 8 313 600                         | 16,60 %                 |
| Banco Santander Puerto Rico                 | 55              | 5 096 745                         | 10,18 %                 |
| Doral Bank                                  | 33              | 4 178 045                         | 8,34 %                  |
| Scotiabank de Puerto Rico                   | 47              | 3 535 062                         | 7,06 %                  |
| Citibank, National Association              | 5               | 3 132 661                         | 6,26 %                  |
| Banco Bilbao Vizcaya Argentaria Puerto Rico | 37              | 2 932 750                         | 5,86 %                  |
| Oriental Bank and Trust                     | 31              | 2 390 023                         | 4,77 %                  |
| Banesco USA                                 | 1               | 6.578                             | 0,01 %                  |
| Total de instituciones en el mercado: 9     | 443             | 50 074 039                        | 100 %                   |

Fuente: Corporación Federal de Seguro de Depósitos (FDIC por sus siglas en inglés). 30 de junio de 2011.

## Turismo

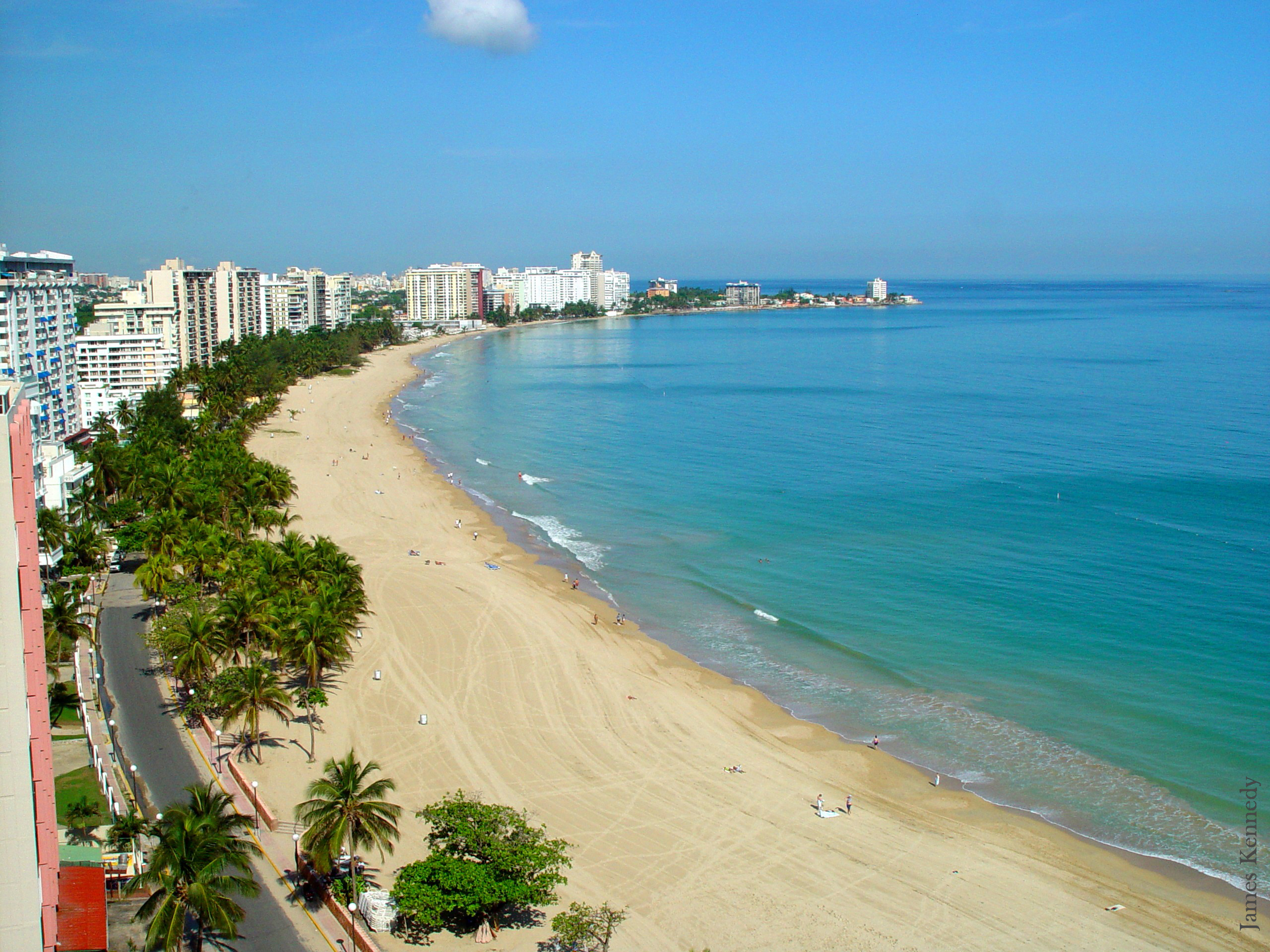
La zona turística y residencial de Isla Verde localizada en la municipalidad de Carolina, Puerto Rico.

El turismo es una de sus principales fuentes de riqueza, contribuyendo con cerca de US$3.7 mil millones de dólares al PIB puertorriqueño, siendo superada por República Dominicana. El BGF estima que cerca de 4.9 millones de turistas y excursionistas visitan Puerto Rico anualmente, la mayoría de estos desde territorio estadounidense. Aproximadamente un tercio de este estimado tiene origen en cruceros.
La industria turística en Puerto Rico juega un rol progresivamente más importante en la economía insular y recientes construcciones, de iniciativa tanto privada como pública, aspectan positivamente el dinamismo y crecimiento de este sector. Los proyectos más preponderantes son:
- El Puerto Rico Convention Center (finalizado).[67]
- El Puerto Rico Convention Center District (en construcción).[68]
- El Pan American Port Terminal en Isla Grande para embarcaciones y líneas de crucero (finalizado).[69]
- El Coliseo de Puerto Rico, José Miguel Agrelot (finalizado).[70]
- The Condado Trio Renovation Project (Condado Vanderbilt and La Concha hotels) (en construcción).[71]
- Aeropuerto Internacional Luis Muñoz Marín: proyecto de expansión y renovación (en desarrollo).[72]
- Fairmont Coco Beach Resort.[73]
- JW Marriott Resort at Río Grande (en desarrollo).[74]
- Otros proyectos en vías de desarrollo y planificación que, se anticipa, ampliarían la oferta de habitaciones total de la isla.

## Estadísticas fiscales
- Presupuesto consolidado:[75]

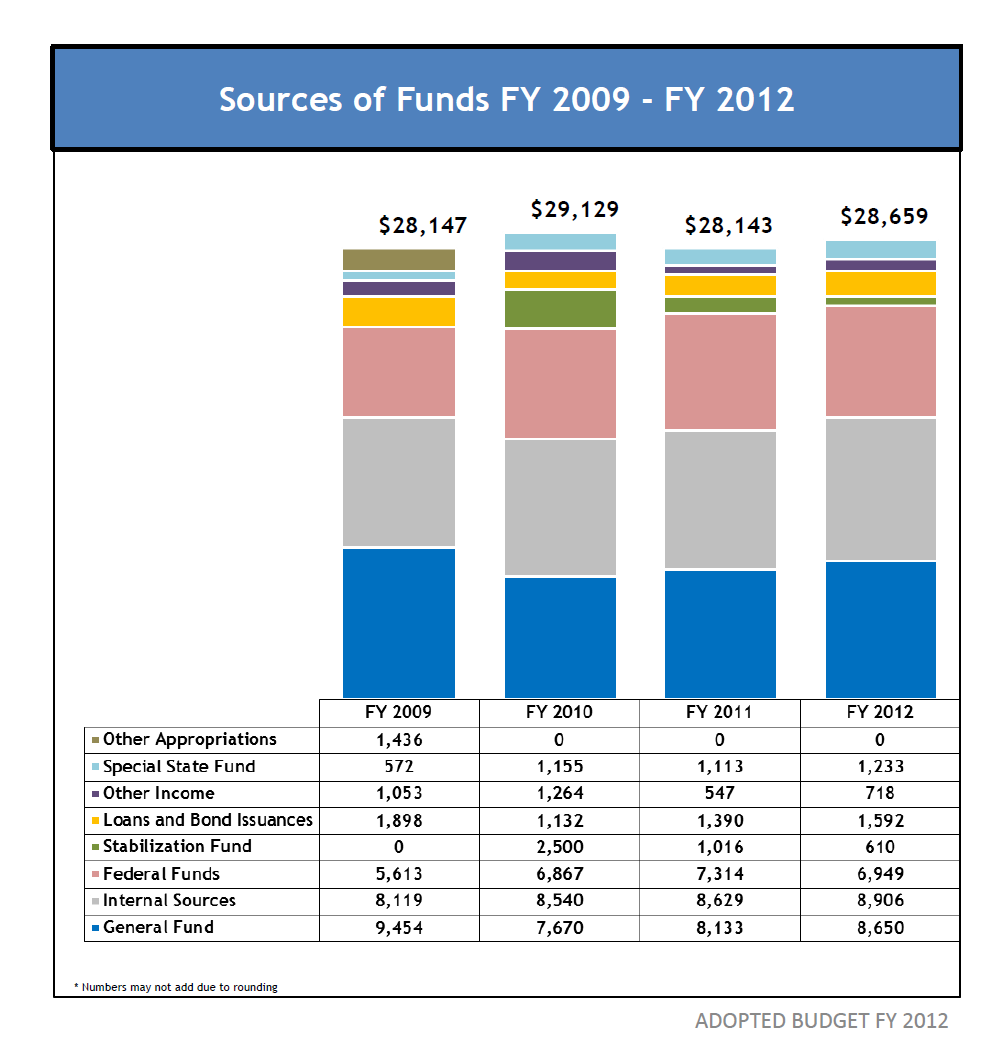
Presupuesto Consolidado del Estado Libre Asociado de Puerto Rico según fuentes durante los años fiscales 2009-2012.

  - Ingresos: $31,3 mil millones (2010)
  - Gastos: $29,1 mil millones (2010)

- Nivel estatal:
  - Ingresos: $7,7 mil millones (2010)
  - Gastos: $10,2 mil millones (2010)

- Nivel federal:[76] $16 324,7 millones (2010p)
  - Beneficios a Veteranos (U.S. DVA): $777,6 millones
  - Beneficios de Medicare (SSA): $2509,9 millones
  - Beneficios de la Seguridad Social (SSA): $6829,2 millones
  - Becas[77] (U.S. Department of Education): $804,8 millones
  - Subsidio de interés sobre préstamos educacionales Stafford[78] o Perkins (U.S. Department of Education): $11,7 millones (2010)
  - Pensiones del sistema federal de retiro (FERS): $286,8 millones
  - Ayuda a la vivienda (USDHA[79] /Section 8): $553,4 millones
  - Asistencia Nutricional (USDA/Food Stamps - PAN): $1605,2 millones
  - Transferencias a ONGs: $52.6 millones
  - Cancelaciones de préstamos: $2.2 millones
  - Otros (American Recovery and Reinvestment Act, ARRA): $2637,1 millones.[80]

Nota: Casi la totalidad de la figura "Otros" representa los recursos que correspondían a Puerto Rico por ARRA o Ley de Reinversión y Recuperación de Estados Unidos de 2009 (en inglés: American Recovery and Reinvestment Act of 2009).

## Otras estadísticas[81]
- Electricidad:
  - Producción: 23,6 mil millones de kWh (2010)
  - Consumo: 19,2 mil millones de kWh (2010)
  - Exportaciones: 0 kWh
  - Importaciones: 0 kWh (2007 est.)
  - Petróleo - consumo: 162,363 bbl/día (2010 est.)

- Electricidad - producción por fuente:
  - Fósiles: 98,06 %
  - Hidroeléctrica: 1,96 %
  - Nuclear: 0 %
  - Otra: 0 % (1998)